# 佐賀県の資格者配置路線
佐賀県の資格者配置路線（さがけんのしかくしゃはいちろせん）とは、交通誘導警備業務に関し、道路又は交通の状況により、佐賀県公安委員会が道路における危険を防止するため必要と認める路線である。当該路線で交通誘導警備業務を実施するにあたっては、交通誘導警備業務を実施する場所ごとに、交通誘導警備業務1級検定又は2級検定の合格証明書の交付を受けた警備員を1名以上配置しなければならない。

## 告示・施行・改正
- 2006年（平成18年）11月29日 - 告示 佐賀県公安委員会告示第4号
- 2007年（平成19年）6月1日 - 施行
- 2012年（平成24年）6月1日 - 改正

## 路線一覧
|    | 路線名                 | 区間         |
| -- | ---------------------- | ------------ |
| 1  | 国道3号                | 佐賀県の全域 |
| 2  | 国道34号               | 佐賀県の全域 |
| 3  | 国道35号               | 佐賀県の全域 |
| 4  | 国道202号              | 佐賀県の全域 |
| 5  | 国道203号              | 全域         |
| 6  | 国道207号              | 佐賀県の全域 |
| 7  | 国道208号              | 佐賀県の全域 |
| 8  | 国道263号              | 佐賀県の全域 |
| 9  | 国道264号              | 佐賀県の全域 |
| 10 | 県道久留米基山筑柴野線 | 佐賀県の全域 |
| 11 | 県道北茂安三田川線     | 全域         |
| 12 | 県道佐賀川久保鳥栖線   | 全域         |
| 13 | 県道佐賀外環状線       | 全域         |